# Pelé
Pelé, pseudonimo di Edson Arantes do Nascimento (Três Corações, 23 ottobre 1940 – San Paolo, 29 dicembre 2022), è stato un calciatore e dirigente sportivo brasiliano, di ruolo centrocampista o attaccante. È considerato uno dei più grandi calciatori di tutti i tempi.
Soprannominato O Rei (in italiano Il Re), O Rei do Futebol (Il Re del Calcio) e Perla Nera (in portoghese Pérola Negra), è il Calciatore del Secolo per la FIFA, per il Comitato Olimpico Internazionale e per l'International Federation of Football History & Statistics (IFFHS), nonché Pallone d'oro FIFA del secolo, votato dai precedenti vincitori del Pallone d'oro. Successivamente ha ricevuto, unico calciatore al mondo, il Pallone d'oro FIFA onorario. Sebbene non poté mai entrare nelle graduatorie del Pallone d'oro perché fino al 1994 il premio era riservato ai giocatori europei, nel 2016 la rivista francese France Football, in occasione del 60º anniversario del premio, pubblicò una lista rivisitata dei vincitori nominati prima del 1995 nella quale Pelè viene ritenuto vincitore di ben sette edizioni.
Occupa la 1ª posizione nella speciale classifica dei migliori calciatori del XX secolo sia nella lista pubblicata dalla rivista World Soccer che in quella stilata dall'IFFHS. Quest'ultima rivista lo ha posizionato di conseguenza primo nella classifica dei migliori calciatori sudamericani del XX secolo mentre la FIFA lo ha invece piazzato al primo posto nella classifica dei migliori numeri dieci della storia del calcio.
Da calciatore ha legato la sua carriera principalmente al Santos, con cui ha vinto dieci volte il campionato Paulista, quattro il Torneo Rio-San Paolo, sei il Campeonato Brasileiro Série A (cinque, peraltro consecutive, la Taça Brasil e una il Torneo Roberto Gomes Pedrosa), oltre a due edizioni della Copa Libertadores, altrettante della Coppa Intercontinentale e la prima edizione (su due disputate) della Supercoppa dei Campioni Intercontinentali. Trasferitosi negli Stati Uniti d'America nella parte finale di carriera, ha conquistato un Campionato NASL con i New York Cosmos. Con 37 trofei conquistati, è uno dei dieci giocatori più titolati della storia del calcio.
È l'unico calciatore al mondo ad aver vinto tre edizioni del campionato mondiale di calcio, evento avvenuto con la nazionale brasiliana nel 1958, 1962 e 1970. Il suo gol realizzato alla Svezia nella finale del 1958 è considerato il terzo più grande gol nella storia della Coppa del Mondo FIFA e primo tra quelli realizzati in una finale di un campionato del mondo. La FIFA gli riconosce il record di reti realizzate in carriera, 1281 in 1363 partite, mentre in gare ufficiali ha messo a segno 757 reti in 816 incontri con una media realizzativa pari a 0,93 gol a partita.
Fa parte della National Soccer Hall of Fame ed è stato inserito dal settimanale statunitense Time nel "TIME 100 Heroes & Icons" del XX secolo. È stato dichiarato "Tesoro nazionale" dal presidente del Brasile Jânio Quadros e, nel luglio 2011, "Patrimonio storico-sportivo dell'umanità".

Firma di Pelé.

## Caratteristiche tecniche
(Gianni Brera)
 Nel corso della sua carriera si è dimostrato un calciatore completo, capace di coniugare tecnica e abilità atletiche, intelligenza e velocità, precisione nei passaggi e senso del gol. A tal proposito, si ricorda che segnò cinque reti in un solo incontro in almeno sei occasioni, realizzò quattro gol in una singola partita trenta volte ed aggiunse a ciò novantadue triplette.

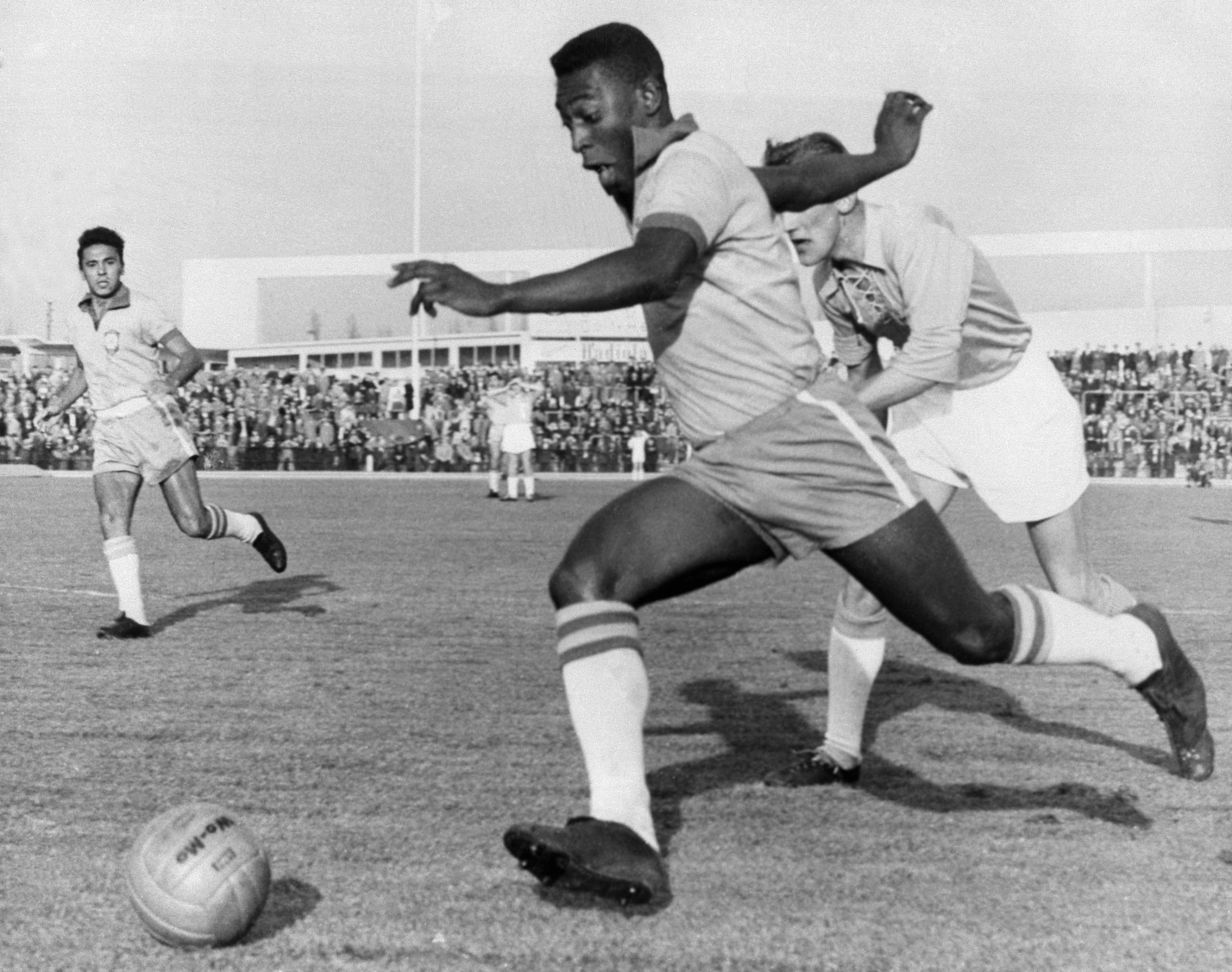
Pelé durante l'amichevole al Malmö Stadion, -Brasile (1-7) del maggio 1960, partita in cui segnò due gol

Il repertorio di dribbling di Pelé includeva una particolare giocata che in Brasile viene chiamata drible da vaca; un esempio di questa si ebbe nella partita contro l'Uruguay del Mondiale del 1970, quando l'attaccante lasciò passare il pallone – senza toccarlo – verso un lato del portiere Ladislao Mazurkiewicz e si lanciò su quello opposto, disorientando l'avversario. Abile con entrambi i piedi, Pelé fu anche un eccelso colpitore di testa, nonostante la statura relativamente ridotta; nella finale della citata edizione dei Mondiali di calcio marcò un gol effettuando un balzo da atleta. Era inoltre un ottimo tiratore di calci piazzati: nell'arco della sua carriera ha infatti realizzato ben 70 reti su calcio di punizione che lo rendono il secondo miglior realizzatore di punizioni di sempre dietro al solo Juninho Pernambucano.

## Carriera

### Club

#### Inizi
Figlio dell'ex calciatore Dondinho (all'anagrafe João Ramos do Nascimento; 1917-1996), che terminò la propria carriera a causa di un infortunio al ginocchio, e di Maria Celeste Arantes (20 novembre 1922 - 21 giugno 2024), Edson fu inizialmente soprannominato Dico dai suoi parenti. Era il maggiore di tre figli, prima del fratello Jair (soprannominato Zoca, anch'egli calciatore; 22 luglio 1942 - 25 marzo 2020) e della sorella Maria Lucia. A 5 anni, nel 1945, si trasferì con la famiglia a Bauru. Da bambino si guadagnò compensi extra lavorando come lustrascarpe; quando il padre gli disse di giocare a calcio, vista la povertà della famiglia inizialmente non poté comprare un pallone, ma giocò solitamente con un calzino o degli stracci riempiti con carta e legati con un laccio, oppure con un frutto di mango.
Fu in quel periodo che un suo compagno di scuola gli diede il soprannome Pelé (secondo uno dei film autobiografici su Pelé, tra questi ragazzi c'era anche José Altafini; tuttavia lo stesso giocatore smentì quest'ipotesi). Il nomignolo gli fu dato per farlo arrabbiare, poiché Pelé pronunciava Pilé il nome del portiere Bilé. Sebbene egli non abbia mai nascosto di non gradirlo, esso rimane l'appellativo con cui è stato consegnato alla storia del calcio. In realtà, Pelé ricordò sempre con orgoglio come il suo vero nome, cioè Edson, con il quale preferiva essere chiamato, gli fu imposto in onore di Thomas Edison. La prima squadra in cui giocò Pelé fu il Bauru, squadra dilettantistica locale, ma a breve fu notato da Waldemar de Brito, ex nazionale brasiliano degli anni trenta e quaranta, che all'età di 15 anni lo convinse a fare un provino per il Santos.

#### Santos

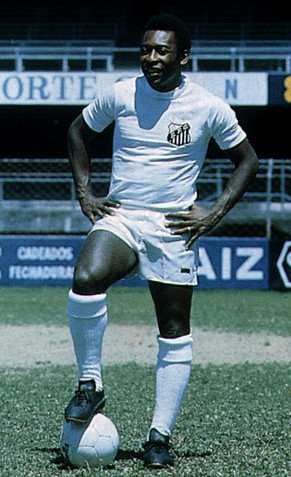
Pelé al nel 1963

Nel 1956 Waldemar de Brito disse alla dirigenza del Santos che quel ragazzino di 15 anni sarebbe diventato il miglior calciatore del mondo. Pelé raggiunse così le giovanili del Santos e vi giocò per una stagione prima di approdare in prima squadra. Pelé debuttò con la maglia del Santos il 7 settembre 1956 in amichevole contro il Corinthians de Santo André, subentrando a Del Vecchio e segnando al 36º minuto un gol nel 7-1 finale per la squadra di Santos.
Nel 1957, all'inizio della stagione, Pelé, che fu soprannominato Gasolina in onore di un cantante brasiliano, fu inserito stabilmente come titolare della prima squadra e, all'età di soli 16 anni, divenne il capocannoniere del Campionato Paulista. Dieci mesi dopo aver firmato il suo primo contratto professionistico il ragazzo fu anche convocato in Nazionale.
Sia dopo il Mondiale 1958 che quello del 1962, diverse squadre europee offrirono cifre importanti per acquistare il giovane giocatore, fra cui il Real Madrid, la Juventus e il Manchester United; nel 1958 l'Inter riuscì persino a fargli stipulare un regolare contratto, ma Angelo Moratti si vide costretto a stracciarlo in seguito a un'aggressione subita dal presidente del Santos a opera di un tifoso. Nel 1961, comunque, il governo del Brasile dichiarò Pelé "Tesoro nazionale" per evitare qualsiasi possibile trasferimento.

Il 22 novembre 1964, nella gara Santos-Botafogo (11-0), batté otto volte il portiere Machado, stabilendo il nuovo record di marcature in una sola partita del Campionato Paulista, che in precedenza apparteneva ad Arthur Friedenreich con i sette gol realizzati nel 1929. Il 19 novembre 1969 Pelé segnò il 1.000º gol in carriera. La rete, chiamata familiarmente O Milésimo (Il Millesimo), è stata realizzata contro Edgardo Andrada del Vasco da Gama su calcio di rigore allo Stadio Maracanã.

Pelé (a sinistra) e Omar Sívori prima dell'amichevole tra Juventus e, Torino, 26 giugno 1963

Secondo Pelé il suo più bel gol fu quello segnato allo Stadio Rua Javari il 2 agosto 1959 in una partita del Campionato Paulista contro il Clube Atlético Juventus. Siccome non esiste una registrazione visiva di quella partita la rete è stata ricostruita con un'animazione a computer su richiesta dello stesso Pelé. A ricordo di quel gol nell'agosto 2006 sono stati realizzati un busto e una targa all'esterno del Rua Javari. Nel marzo 1961, Pelé invece ha realizzato il cosiddetto gol de placa (gol da targa): una rete contro il Fluminense, ritenuta così spettacolare che fu realizzata una targa con una dedica al più bel gol mai segnato al Maracanã.
Negli anni sessanta e settanta il Santos era considerata tra le squadre migliori del mondo, tanto che girava i continenti disputando amichevoli con innumerevoli squadre, una sorta di Harlem Globetrotters del calcio. Singolare è l'episodio avvenuto in Colombia in cui un arbitro espulse O Rei: il pubblico si imbestialì a tal punto che Pelé rientrò in campo e fu il direttore di gara stesso a dover abbandonare il rettangolo verde. Per non parlare del fatto che nel 1967 le due fazioni che stavano combattendo la guerra civile in Nigeria siglarono una tregua di 48 ore per poter vedere giocare Pelé in amichevole a Lagos. Questo episodio fu la testimonianza che la figura di Pelé trascese i confini sportivi più di qualunque altro atleta al mondo, entrando nella storia come una delle maggiori icone contemporanee.
Il 27 maggio 1971, allo stadio Lužniki di Mosca, partecipò alla partita d'addio di Lev Jašin, da lui considerato "un grande portiere ed un uomo dalla grandissima generosità".
Nel 1974 dopo 19 stagioni con la maglia del Santos, Pelé decise di ritirarsi dal calcio dopo aver giocato insieme a grandissimi calciatori come Zito, Pepe e Coutinho, vincendo 10 titoli paulisti, 5 Taça Brasil consecutive dal 1961 al 1965, record del calcio brasiliano (allora il campionato brasiliano ancora non esisteva e la coppa nazionale di fatto eleggeva la squadra migliore del Paese), 3 Tornei Rio-San Paolo, una Taça de Prata, 2 Coppe Libertadores, 2 Coppe Intercontinentali e una Supercoppa dei Campioni Intercontinentali.

#### New York Cosmos

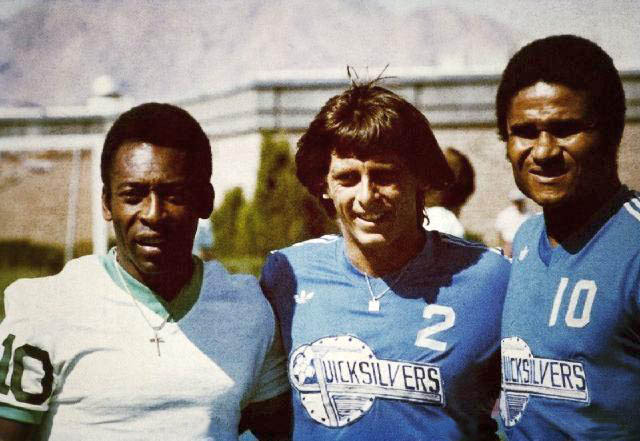
Pelé (a sinistra) con Brian Joy (al centro) e con Eusébio (a destra) prima di una partita della NASL nell'aprile del 1977

Nel 1975 dopo un anno lontano dai campi di gioco, Pelé fu ingaggiato dai New York Cosmos, squadra della North American Soccer League (NASL), che gli offrì, con il beneplacito del governo brasiliano, un contratto di circa 4,5 milioni di dollari per tre anni. La Warner Communications, proprietaria del club, volle Pelé, oltre che per le sue doti tecniche, anche per promuovere il calcio nell'America del Nord e mise insieme una parata di giocatori d'eccezione quali, oltre a Pelé, Carlos Alberto, Beckenbauer e Chinaglia.
Pelé esordì con i Cosmos il 15 giugno 1975 in amichevole contro i Dallas Tornado (2-2), partita nella quale realizzò un gol e fu autore di un assist. Con la squadra di New York riuscì a vincere l'edizione del 1977 del giovane campionato nordamericano di calcio. In tutte e tre le stagioni di militanza fu inserito nell'All-Star Team della NASL, di cui fu nominato MVP nel 1976.

#### Il ritiro
Il 1º ottobre 1977 Pelé concluse la sua carriera disputando un'amichevole tra Cosmos e Santos, le sue due squadre. La partita fu disputata in un Giants Stadium tutto esaurito e fu trasmessa dalle televisioni di 38 Paesi di tutto il mondo. Il brasiliano giocò il primo tempo con i Cosmos e il secondo con il Santos. Il match fu vinto dalla squadra statunitense: a segnare furono Reynaldo per l'1-0 del Santos e Pelé su punizione nella prima metà della gara e Mifflin, che all'intervallo aveva preso il posto dello stesso Pelé nelle file dei Cosmos, per il 2-1 finale. Durante l'intervallo i Cosmos ritirarono la maglia numero 10 di Pelé e alla fine della partita O Rei, impugnando una bandiera del Brasile nella mano destra e una degli Stati Uniti in quella sinistra, fu caricato sulle spalle dai compagni di squadra e portato in trionfo fuori dal campo. Dopo il suo ritiro J.B. Pinheiro, ambasciatore brasiliano presso l'ONU, dichiarò:
Pelé si ritirò dal mondo del calcio dopo aver realizzato 1.281 gol, che gli valsero il titolo di più grande goleador della storia del calcio. Arthur Friedenreich, secondo alcune fonti, forse anche per un errore di trascrizione, avrebbe segnato ancora di più: ben 1.329 reti dal 1909 al 1935, ma a differenza di O Rei non esistono statistiche ufficiali per confermarlo e quindi per la FIFA il primato spetta a Pelé.

### Nazionale

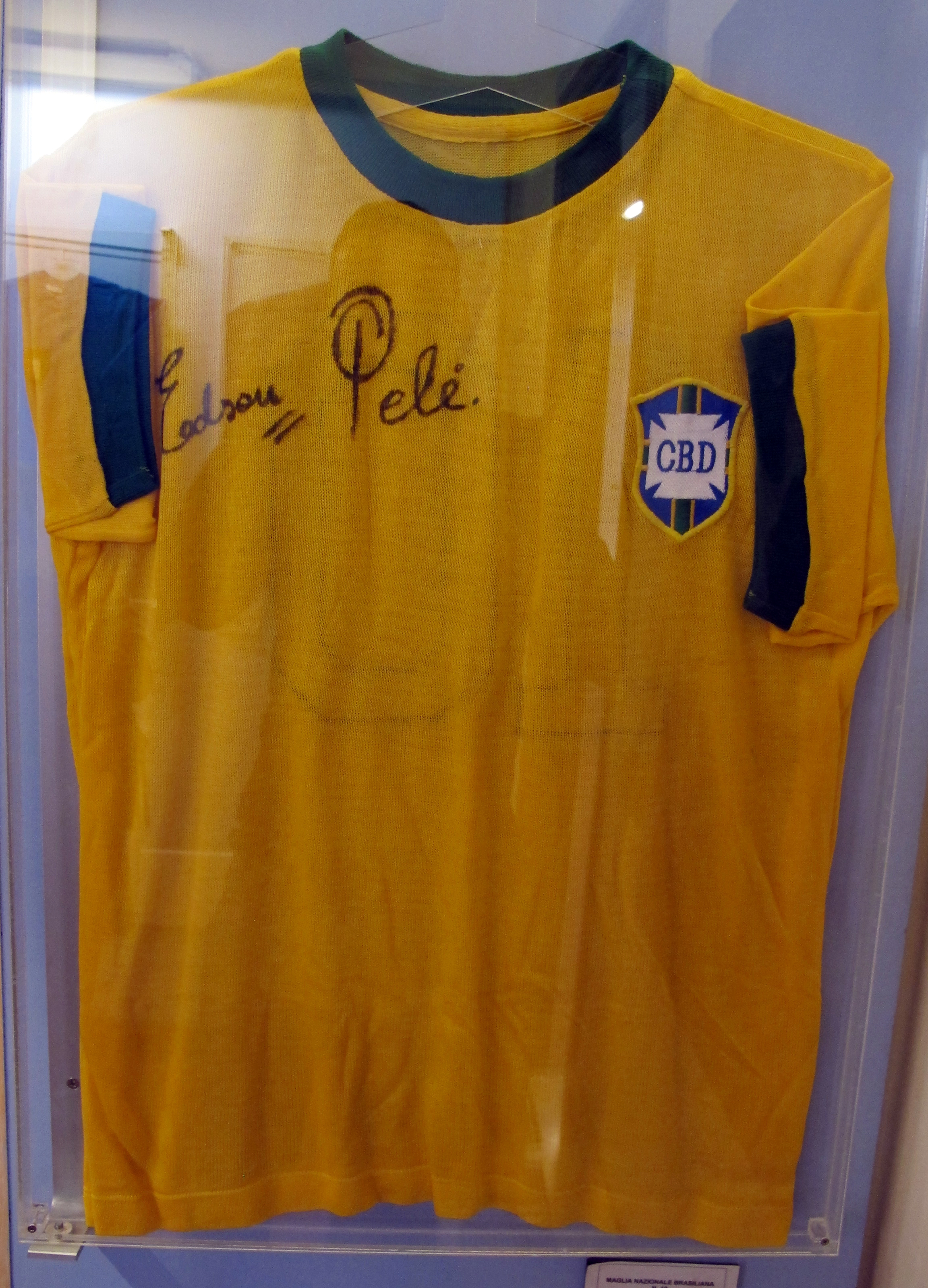
Maglia autografata di Pelè al Museo del calcio di Coverciano

Pelé debuttò nella Nazionale brasiliana il 7 luglio 1957, tre mesi prima del suo 17º compleanno, contro gli storici rivali dell'Argentina che in quell'occasione sconfissero il Brasile per 2-1. L'unica rete dei verdeoro fu messa a segno proprio da Pelé.

#### Mondiale 1958

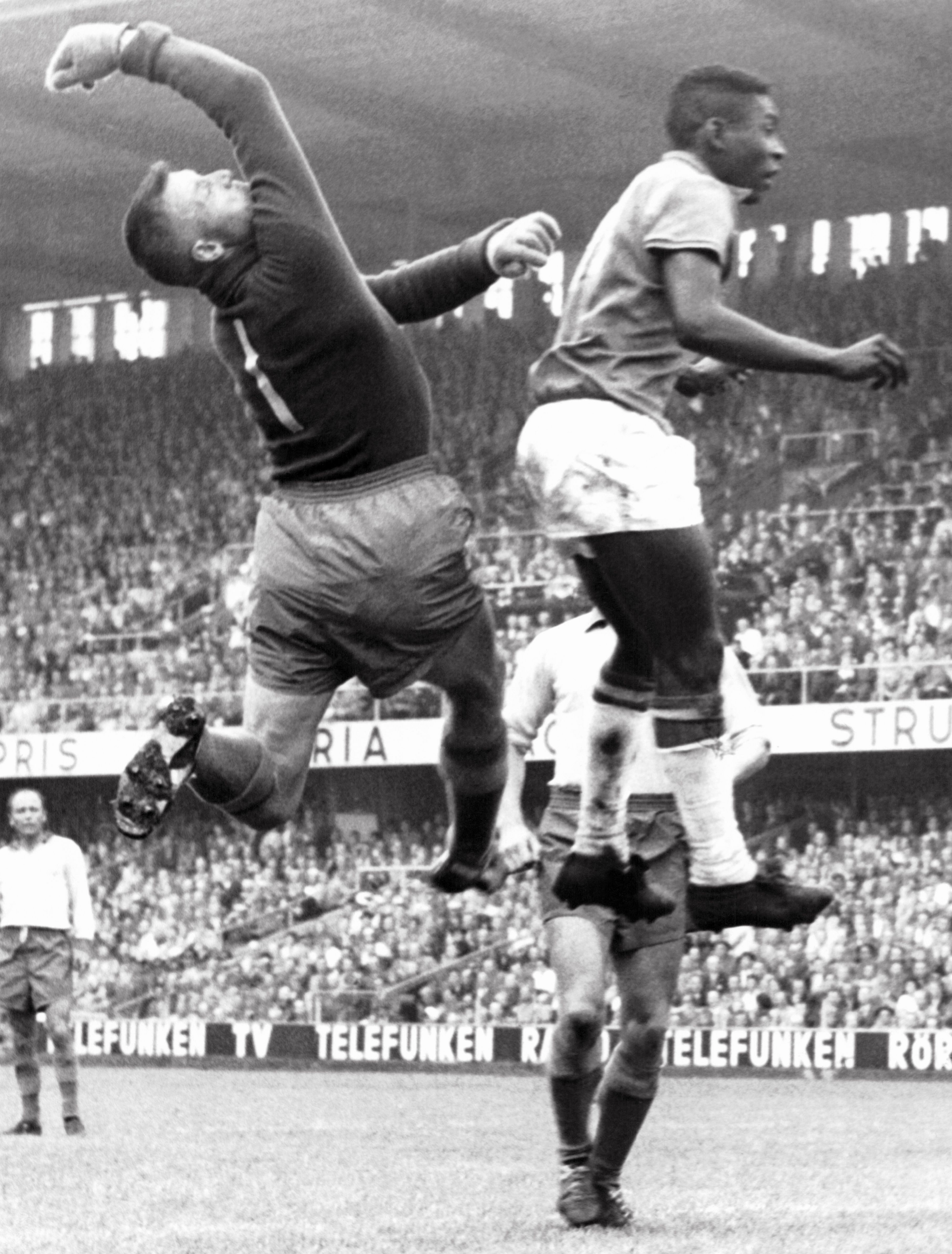
Pelé (a destra) e il portiere della, Kalle Svensson, durante la finale del Mondiale 1958

Pelé fu convocato dal CT verdeoro Feola per i Mondiali 1958 svoltisi in Svezia. Pelé disputò la prima partita ai Mondiali contro l'Unione Sovietica nella fase a gironi. Era il più giovane del torneo e il più giovane ad avere mai giocato una partita della fase finale della Coppa del Mondo. Realizzò il primo gol ai Mondiali contro il Galles il 19 giugno 1958, rete che determinò l'1-0 finale consentendo al Brasile di qualificarsi alle semifinali; con questa rete Pelè diventò il più giovane marcatore nella storia della Coppa del Mondo (17 anni e 239 giorni). In semifinale contro la Francia il 24 giugno Pelé segnò una tripletta che determinò il 5-2 finale. Grazie a queste reti diventò il più giovane marcatore nella storia della Coppa del Mondo a realizzare tre gol (17 anni e 244 giorni).
Il 29 giugno 1958 Pelé scese in campo allo stadio Råsunda nella finale contro i padroni di casa della Svezia e a 17 anni e 249 giorni fu il più giovane calciatore a giocare una finale di Coppa del Mondo. La Seleção sconfisse la Svezia per 5-2 aggiudicandosi il suo primo titolo mondiale, anche grazie a due reti di O Rei. Il primo gol di Pelé, un pallonetto a superare il difensore che lo marcava, seguito da un preciso tiro al volo, in seguito è stato scelto come uno dei più grandi gol nella storia della Coppa del Mondo. A fine torneo Pelé poteva vantare sei gol realizzati in quattro partite giocate, secondo miglior marcatore a pari merito con il tedesco Helmut Rahn (che però giocò sei partite) e alle spalle del francese Just Fontaine, che in quell'edizione realizzò ben tredici reti, segnando almeno un gol in tutte e sei le gare disputate dalla sua Nazionale.

#### Campeonato Sudamericano de Football 1959
Nel 1959 Pelé disputò il Campeonato Sudamericano de Football in Argentina. Il Brasile arrivò secondo nel torneo alle spalle dell'Argentina (10 punti contro gli 11 dell'Albiceleste) e Pelé si laureò capocannoniere con 8 gol in 6 partite.

#### Mondiale 1962
Il 30 maggio 1962 contro il Messico, prima partita dei Mondiali di Cile '62 ai quali il Brasile, guidato da Moreira, era qualificato di diritto in qualità di detentore del titolo, Pelé fu autore dell'assist per il primo gol di Zagallo e segnò il secondo che decretò il 2-0 finale dopo avere superato quattro difensori. Il 2 giugno, però, nella seconda gara contro la Cecoslovacchia, O Rei si infortunò mentre stava tentando un tiro da lontano e fu sostituito da Amarildo. Pelé a causa di quell'infortunio dovette saltare tutte le altre gare della competizione, ma a guidare il Brasile verso il suo secondo titolo mondiale fu Garrincha.

Pelé guida in campo il allo stadio San Siro di Milano, in occasione dell'amichevole del 1963 contro l'.

Inizialmente Pelé non fu premiato con alcuna medaglia, non avendo disputato la finale, ma nel novembre del 2007 la FIFA annunciò che avrebbe consegnato una medaglia d'oro anche ai 122 componenti delle rose campioni del mondo prima del 1978 che non l'avevano ricevuta, quindi anche a O Rei per i Mondiali 1962.

#### Mondiale 1966
Anche per i Mondiali del 1966 in Inghilterra il Brasile, alla cui guida era tornato Feola, era qualificato di diritto avendo vinto l'edizione precedente della Coppa del Mondo. Il torneo del 1966 fu contraddistinto da un gioco molto duro e Pelé fu uno dei giocatori che ne fecero le spese. Con la rete realizzata su punizione il 12 luglio contro la Bulgaria, prima gara dei verdeoro, O Rei divenne il primo giocatore a segnare in tre diverse edizioni dei Mondiali. Dopo quella partita, Pelé dovette fermarsi per recuperare da un infortunio al ginocchio subito per un rude intervento del difensore bulgaro Žekov e fu costretto a saltare il secondo match contro l'Ungheria, perso dalla Seleção per 3-1. Fu nuovamente disponibile per la terza gara del girone eliminatorio contro il Portogallo di Eusébio, ma diversi contrasti violenti dei difensori portoghesi (in particolare uno di João Morais), tollerati dall'arbitro inglese McCabe, non essendo permesse sostituzioni lo costrinsero a giocare buona parte dell'incontro zoppicando. Il Brasile fu nuovamente sconfitto per 3-1 e venne così eliminato al primo turno dei Mondiali per la prima volta dal 1934. Dopo la fine della manifestazione Pelé dichiarò che non avrebbe più giocato nella Coppa del Mondo.

#### Mondiale 1970
(Titolo del Sunday Times il giorno dopo la finale dei Mondiali 1970)

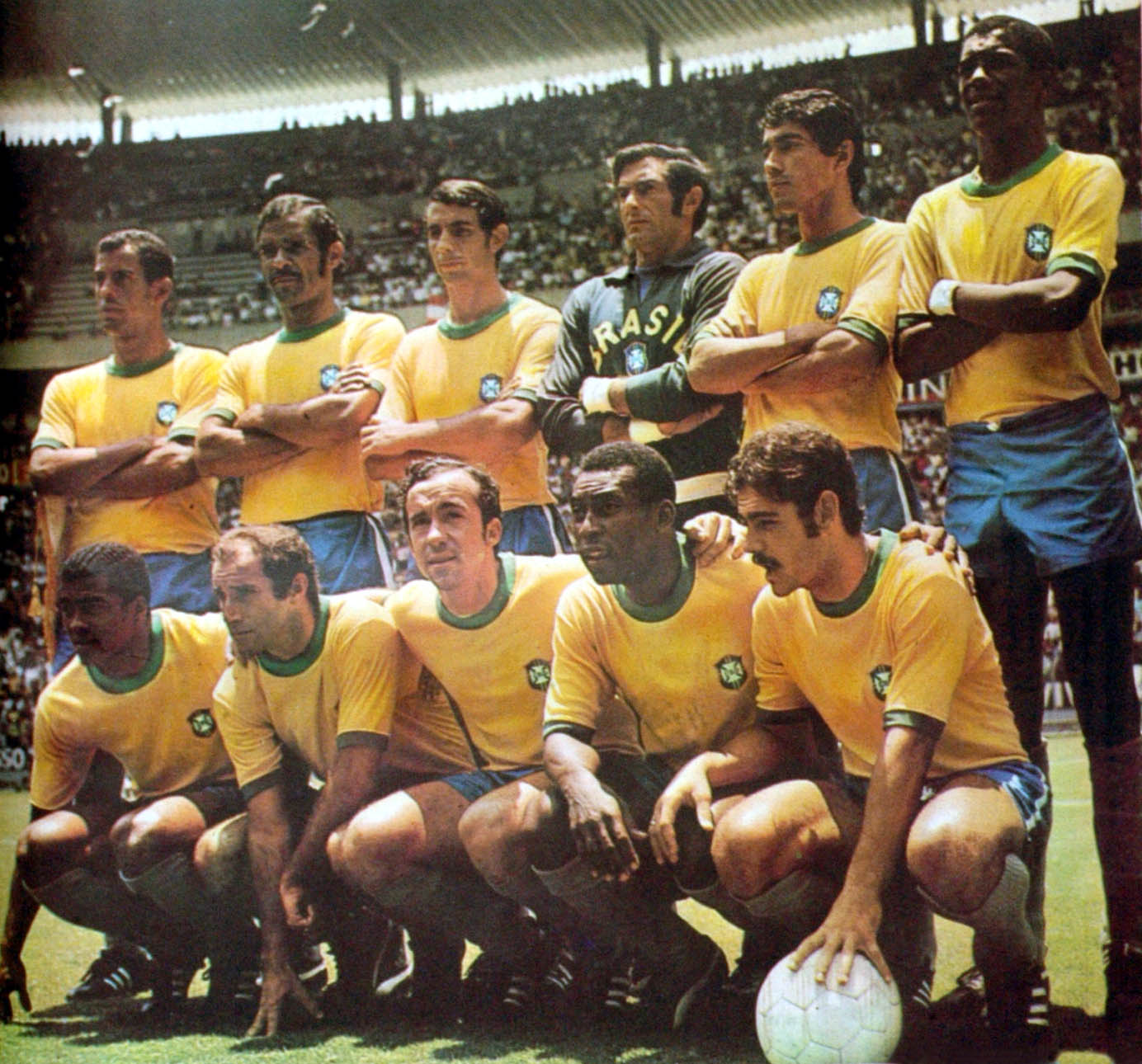
Pelé (il secondo in basso partendo da destra) prima della partita contro il Perù durante la Coppa del Mondo 1970

Quando fu chiamato dal CT nel 1969, Pelé rispose alla convocazione e disputò sei partite di qualificazione ai Mondiali del 1970 segnando altrettanti gol.
La squadra brasiliana che partecipò alla fase finale dei Mondiali settanta in Messico, che sarebbero stati gli ultimi per Pelé, fu guidata da Zagallo e fu radicalmente diversa da quella dei Mondiali 1966 anche per il ritiro di diversi giocatori quali Garrincha, Nílton Santos, Djalma Santos e Gilmar. Il 3 giugno 1970, nella prima partita contro la Cecoslovacchia, Pelé segnò la seconda rete verdeoro del 4-1 finale su assist di Gérson, diventando il secondo giocatore della storia a segnare in quattro diverse edizioni della coppa del mondo (il tedesco Uwe Seeler lo precedette di soli 3 minuti nella partita Germania Ovest - Marocco, iniziata in contemporanea. Seller segno al 56', Pelè al 59'). Il 10 giugno, nell'ultima partita della fase a gironi, O Rei realizzò una doppietta contro la Romania che, insieme al gol di Jairzinho, consentì ai verdeoro, comunque già qualificati, di vincere 3-2. Nei quarti contro il Perù, Pelé non andò a segno ma fornì l'assist a Tostão per la terza rete della Seleção (4-2 il risultato finale). Anche in semifinale contro l'Uruguay O Rei non figurò tra i marcatori, ma fornì a Rivelino l'assist per il 3–1 finale. Il 21 giugno il Brasile affrontò in finale l'Italia, reduce dal successo per 4-3 dopo i supplementari contro la Germania Ovest. Fu proprio Pelé ad aprire le marcature al 18º minuto di gioco, segnando di testa su cross di Rivelino, realizzando poi anche gli assist per le reti di Jairzinho e Carlos Alberto. Con quel gol O Rei divenne il secondo calciatore a segnare in due diverse finali dei Mondiali dopo Vavá. Il Brasile vinse per 4-1 (segnarono anche Gérson per i verdeoro e Boninsegna per gli azzurri), conquistando, come Pelé, il terzo titolo mondiale della sua storia e potendo così tenere definitivamente la Coppa Jules Rimet. Burgnich, difensore italiano che ebbe il compito di marcare O Rei in finale, dopo la partita dichiarò:

#### Ritiro dalla nazionale
Pelé dopo la vittoria del Mondiale 1970 giocò altre quattro partite amichevoli con la Seleção, l'ultima delle quali il 18 luglio 1971 a Rio de Janeiro contro la Jugoslavia.
Nel 1976 Pelé fu convocato nella selezione degli Stati Uniti per una gara contro l'Italia (persa per 0-4). La gara era inserita nel programma del Torneo del Bicentenario dell'Indipendenza degli Stati Uniti.
Con la maglia del Brasile Pelé ha disputato in totale 92 partite (67 vittorie, 14 pareggi e 11 sconfitte), realizzando 77 reti (secondo miglior cannoniere della Nazionale brasiliana di sempre dietro a Neymar con una media 0,837 gol a partita) e vincendo tre Mondiali. Con in campo sia Garrincha che Pelé la Nazionale brasiliana non ha mai perso una partita.

## Dopo il ritiro

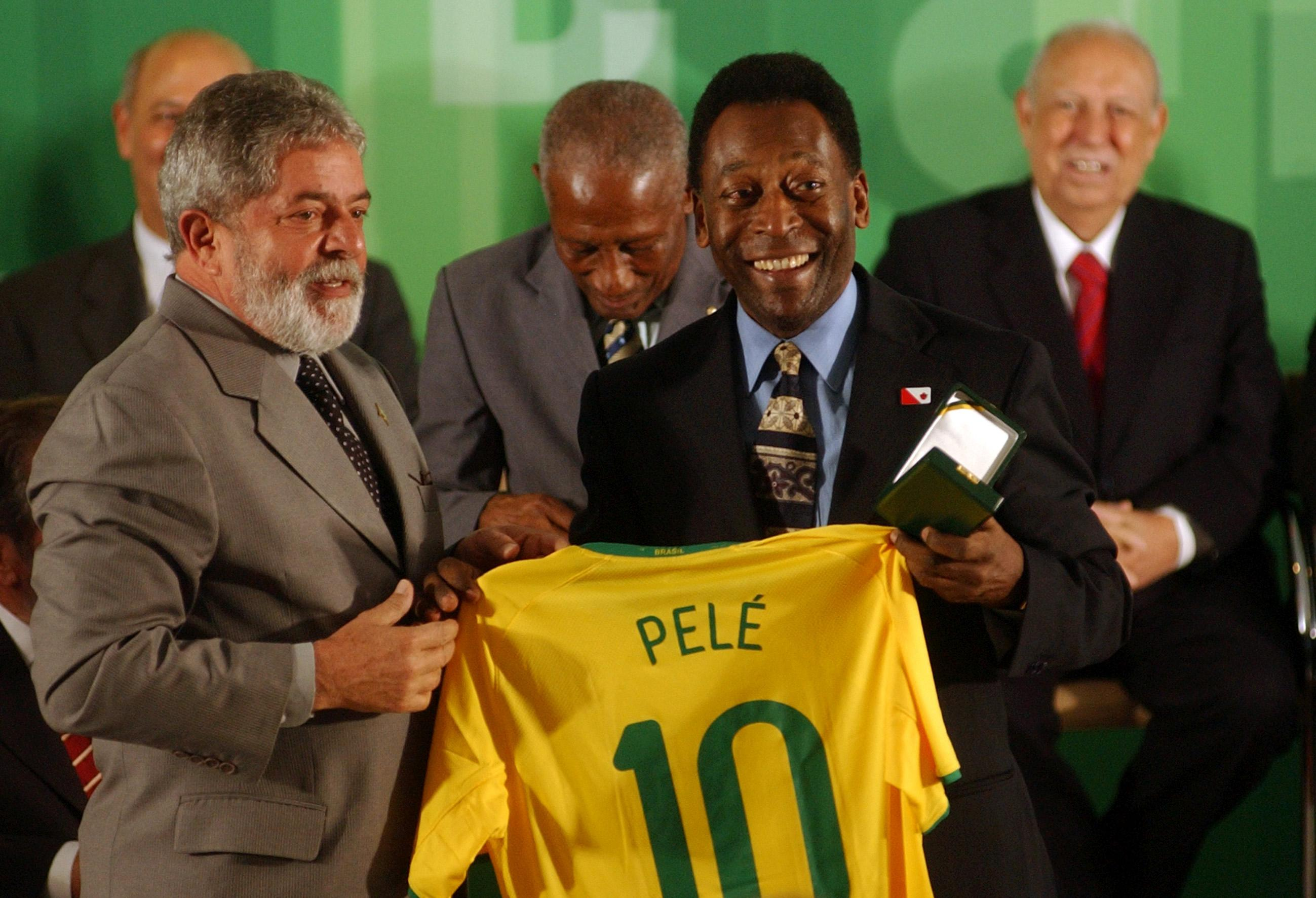
Il presidente brasiliano Lula (a sinistra) e Pelé durante la commemorazione dei cinquant'anni della vittoria del primo Mondiale della Seleção

Terminata la carriera agonistica, Pelé, a differenza di molti suoi colleghi, preferì non fare l'allenatore di calcio.
Inizialmente, Pelé pubblicò alcune autobiografie e comparve in diversi documentari, oltre a comporre alcuni brani musicali, tra cui l'intera colonna sonora del film Pelé del 1977. Nel 1981, insieme ad altri celebri calciatori degli anni sessanta e settanta e a Michael Caine e Sylvester Stallone, recitò in Fuga per la vittoria, film sul tentativo di fuga di alcuni detenuti in un campo di concentramento nazista durante la seconda guerra mondiale.
È stato il primo personaggio sportivo intorno a cui è stato realizzato un videogioco, Pelé's Championship Soccer per Atari 2600 nel 1980, dall'anno successivo con il nome Pelé's Soccer; gli è stato anche intitolato lo stadio di Maceió, l'Estádio Rei Pelé (in italiano Stadio Re Pelé), conosciuto anche come Trapichão e costruito nel 1970.
Nel 1992 fu nominato ambasciatore delle Nazioni Unite per l'ecologia e l'ambiente e nel giugno 1994 Goodwill Ambassador dall'UNESCO. Nel 1995 il presidente brasiliano Cardoso lo nominò ministro straordinario per lo sport. In questo periodo Pelé propose una legge per ridurre la corruzione nel calcio brasiliano, che divenne nota con il nome di "Legge Pelé". O Rei ricoprì tale carica fino all'aprile del 1998, quando si dimise.

Pelé mentre palleggia con Bill Clinton a Rio de Janeiro nel 1997

Pelé è ritornato a ricoprire un ruolo nelle squadre di calcio nel 2002, quando è stato talent scout per gli inglesi del Fulham, squadra di Premier League.
Ambasciatore per il calcio della FIFA e membro del Football Committee, è stato scelto per effettuare i sorteggi delle qualificazioni ai Mondiali 2002 in Giappone e Corea del Sud e come ospite all'inaugurazione dei Mondiali 2006 in Germania insieme alla top model Claudia Schiffer. Ha inoltre supervisionato per la FIFA la stesura del FIFA 100, lista dei 125 calciatori viventi (123 uomini e 2 donne) considerati i migliori al mondo.
Nel novembre 2007 è stato ospite d'onore ai festeggiamenti per il 150º anniversario dello Sheffield Utd, la più antica squadra di calcio ancora in attività, che ha disputato un'amichevole con l'Inter (finita 5-2 per i nerazzurri). Pelé ha inaugurato una mostra nella quale veniva esposta al pubblico per la prima volta in quarant'anni la copia originale scritta a mano delle regole del calcio.
Per anni ha lottato per l'educazione dei giovani contro l'uso di sostanze stupefacenti, causa dell'arresto del figlio Edinho, ex portiere, nel 2005. Importante è stato anche il suo impegno contro le discriminazioni razziali e sessuali fuori e dentro il mondo sportivo.

Nonostante il suo vasto patrimonio, derivante in gran parte da attività extracalcistiche, dal 2008 è stato registrato presso la previdenza brasiliana come ex atleta professionista e da ottobre ha ricevuto una pensione mensile di quasi 3 000 real.

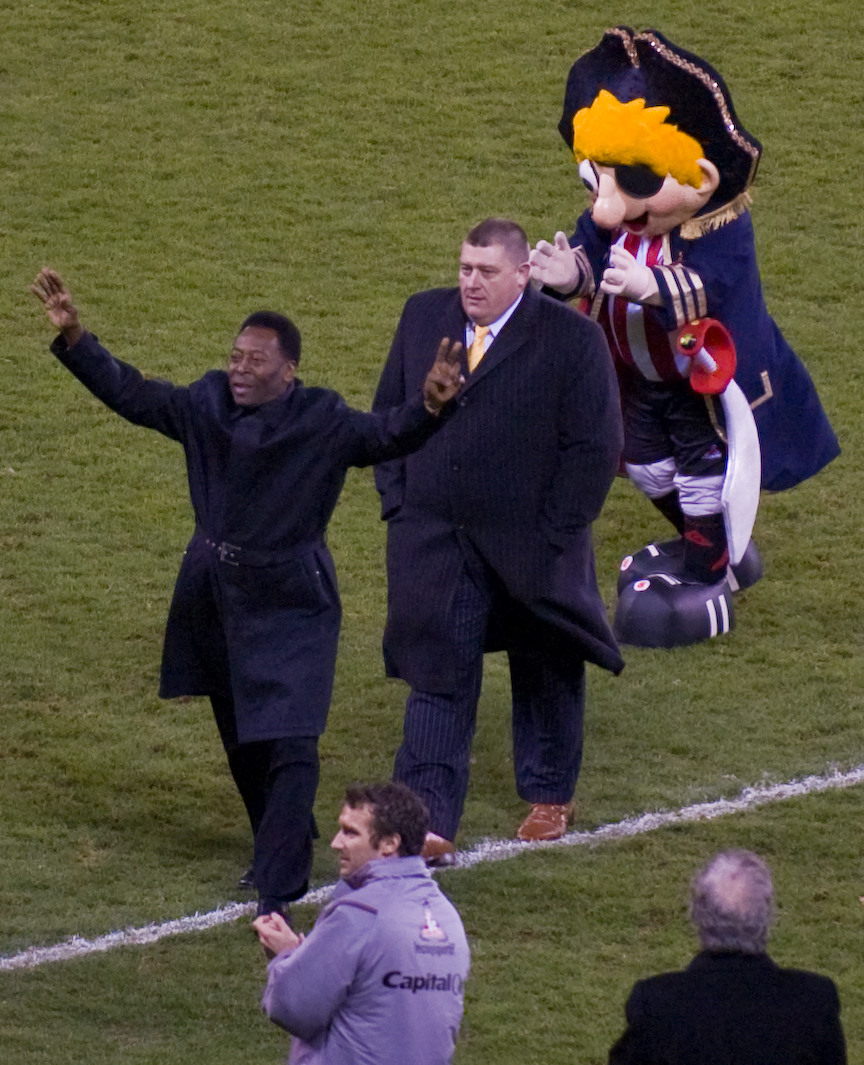
Pelé ai festeggiamenti del 150º anniversario dello Sheffield nel 2007

Nell'agosto del 2010 è stato nominato presidente onorario dei New York Cosmos per riuscire a rilanciare la società newyorkese, coadiuvato anche da Éric Cantona, Giorgio Chinaglia, Carlos Alberto e dall'attore Robert De Niro. in vista di un futuro approdo nella Major League Soccer.
Il 27 luglio 2011 è stato nominato, insieme all'argentino Lionel Messi e al messicano Hugo Sánchez, "Patrimonio storico-sportivo dell'umanità" dall'Ufficio internazionale del capitale culturale a seguito di un sondaggio popolare cui hanno partecipato 327 496 persone provenienti da 72 paesi diversi.
I nipoti di Pelé, Octavio Felinto Neto e Gabriel Arantes do Nascimiento di 12 e 10 anni e figli di Sandra Regina Arantes do Nascimiento, riconosciuta da O Rei nel 1996, a partire da luglio 2011 sono entrati a far parte delle giovanili del San Paolo, dopo essersi messi in mostra con il Paraná. Anche l'altro suo figlio Joshua, avuto a 56 anni, è un calciatore.
Il 12 agosto 2012 partecipa alla Cerimonia di chiusura dei Giochi Olimpici di Londra nel segmento di presentazione dei Giochi Olimpici che si sono tenuti a Rio de Janeiro nel 2016.
Il 15 giugno 2015 Pelè partecipa alla conferenza di Electronic Arts all'Electronic Entertainment Expo 2015 per presentare il videogioco a tema calcistico FIFA 16. Lo stesso Pelè sarà poi protagonista del primo trailer del videogioco.
Nel maggio 2016 è in Italia per la promozione del suo film Pelé e partecipa alla Bocelli & Zanetti Night, insieme a Roberto Carlos e Leonardo. Il 5 giugno è ospite alla partita benefica Soccer Aid a Manchester insieme a José Mourinho e altre personalità del mondo calcistico. Quattro giorni dopo a Parigi, prima dell'inizio dell'Europeo, partecipa con Diego Armando Maradona alla Partita della Pace.

## Malattia e morte
Il 12 novembre 2014 è ricoverato in ospedale per calcoli renali al livello dell'uretra e della vescica e per un'infezione urinaria, venendo sottoposto a emodialisi; è dimesso il 9 dicembre. Nel maggio seguente viene operato alla prostata all'ospedale Albert Einstein di San Paolo. Il 4 settembre 2021 viene operato per un tumore al colon.
Muore il 29 dicembre 2022 all'età di 82 anni per insufficienza multiorgano, come si legge nel bollettino medico dell'ospedale Einstein di San Paolo. I funerali di Stato si svolgono a San Paolo il 2 gennaio 2023. È sepolto nel Memorial Necrópole Ecumênica di Santos.

## Statistiche
Tra squadre di club e nazionale maggiore, Pelé ha giocato globalmente 816 incontri ufficiali segnando 757 reti, alla media di 0,93 gol a partita.

### Presenze e reti nei club
| Stagione           | Squadra            | Campionato         | Campionato | Campionato | Coppe nazionali | Coppe nazionali | Coppe nazionali | Coppe continentali | Coppe continentali | Coppe continentali | Altre coppe | Altre coppe | Altre coppe | Totale | Totale |
| Stagione           | Squadra            | Comp               | Pres       | Reti       | Comp            | Pres            | Reti            | Comp               | Pres               | Reti               | Comp        | Pres        | Reti        | Pres   | Reti   |
| ------------------ | ------------------ | ------------------ | ---------- | ---------- | --------------- | --------------- | --------------- | ------------------ | ------------------ | ------------------ | ----------- | ----------- | ----------- | ------ | ------ |
| 1957               | Santos             | A1/SP              | 29         | 36         | RS              | 9               | 5               | -                  | -                  | -                  | TCE         | 1           | 0           | 39     | 41     |
| 1958               | Santos             | A1/SP              | 38         | 58         | RS              | 8               | 8               | -                  | -                  | -                  | -           | -           | -           | 46     | 66     |
| 1959               | Santos             | A1/SP+TB           | 32+4       | 44+3       | RS              | 7               | 6               | -                  | -                  | -                  | -           | -           | -           | 43     | 53     |
| 1960               | Santos             | A1/SP              | 33         | 34         | RS              | 3               | 0               | -                  | -                  | -                  | -           | -           | -           | 36     | 34     |
| 1961               | Santos             | A1/SP+TB           | 26+5       | 47+7       | RS              | 7               | 8               | -                  | -                  | -                  | -           | -           | -           | 38     | 62     |
| 1962               | Santos             | A1/SP+TB           | 23+3       | 37+2       | -               | -               | -               | CL                 | 4                  | 3                  | CI          | 2           | 5           | 32     | 47     |
| 1963               | Santos             | A1/SP+TB           | 18+4       | 22+5       | RS              | 8               | 14              | CL                 | 4                  | 5                  | CI          | 1           | 2           | 35     | 48     |
| 1964               | Santos             | A1/SP+TB           | 21+6       | 34+8       | RS              | 4               | 3               | -                  | -                  | -                  | -           | -           | -           | 31     | 45     |
| 1965               | Santos             | A1/SP+TB           | 27+3       | 49+1       | RS              | 7               | 5               | CL                 | 7                  | 8                  | -           | -           | -           | 44     | 63     |
| 1966               | Santos             | A1/SP+TB           | 14+5       | 11+4       | RS              | 0               | 0               | -                  | -                  | -                  | -           | -           | -           | 19     | 15     |
| 1967               | Santos             | A1/SP+TP           | 18+14      | 16+9       | -               | -               | -               | -                  | -                  | -                  | -           | -           | -           | 32     | 25     |
| 1968               | Santos             | A1/SP+TP           | 21+18      | 18+12      | -               | -               | -               | -                  | -                  | -                  | SCI         | 2           | 1           | 41     | 31     |
| 1969               | Santos             | A1/SP+TP           | 25+12      | 26+12      | -               | -               | -               | -                  | -                  | -                  | SCI+SCI     | 1+5         | 0+2         | 43     | 40     |
| 1970               | Santos             | A1/SP+TP           | 16+13      | 7+4        | -               | -               | -               | -                  | -                  | -                  | -           | -           | -           | 29     | 11     |
| 1971               | Santos             | A1/SP+CB           | 19+21      | 6+1        | -               | -               | -               | -                  | -                  | -                  | -           | -           | -           | 40     | 7      |
| 1972               | Santos             | A1/SP+CB           | 20+16      | 9+5        | -               | -               | -               | -                  | -                  | -                  | -           | -           | -           | 36     | 14     |
| 1973               | Santos             | A1/SP+CB           | 19+30      | 11+18      | -               | -               | -               | -                  | -                  | -                  | -           | -           | -           | 49     | 29     |
| 1974               | Santos             | A1/SP+CB           | 11+16      | 2+10       | -               | -               | -               | -                  | -                  | -                  | -           | -           | -           | 27     | 12     |
| Totale Santos      | Totale Santos      | Totale Santos      | 410+170    | 467+101    |                 | 53              | 49              |                    | 15                 | 16                 |             | 12          | 10          | 660    | 643    |
| 1975               | N.Y. Cosmos        | NASL               | 9          | 5          | -               | -               | -               | -                  | -                  | -                  | -           | -           | -           | 9      | 5      |
| 1976               | N.Y. Cosmos        | NASL               | 22+2       | 13+2       | -               | -               | -               | -                  | -                  | -                  | -           | -           | -           | 24     | 15     |
| 1977               | N.Y. Cosmos        | NASL               | 25+6       | 13+4       | -               | -               | -               | -                  | -                  | -                  | -           | -           | -           | 31     | 17     |
| Totale N.Y. Cosmos | Totale N.Y. Cosmos | Totale N.Y. Cosmos | 56+8       | 31+6       |                 | -               | -               |                    | -                  | -                  |             | -           | -           | 64     | 37     |
| Totale carriera    | Totale carriera    | Totale carriera    | 644        | 605        |                 | 53              | 49              |                    | 15                 | 16                 |             | 12          | 10          | 724    | 680    |

### Cronologia presenze e reti in nazionale
| Cronologia completa delle presenze e delle reti in nazionale ― Brasile | Cronologia completa delle presenze e delle reti in nazionale ― Brasile | Cronologia completa delle presenze e delle reti in nazionale ― Brasile | Cronologia completa delle presenze e delle reti in nazionale ― Brasile | Cronologia completa delle presenze e delle reti in nazionale ― Brasile | Cronologia completa delle presenze e delle reti in nazionale ― Brasile | Cronologia completa delle presenze e delle reti in nazionale ― Brasile | Cronologia completa delle presenze e delle reti in nazionale ― Brasile |
| Data                                                                   | Città                                                                  | In casa                                                                | Risultato                                                              | Ospiti                                                                 | Competizione                                                           | Reti                                                                   | Note                                                                   |
| ---------------------------------------------------------------------- | ---------------------------------------------------------------------- | ---------------------------------------------------------------------- | ---------------------------------------------------------------------- | ---------------------------------------------------------------------- | ---------------------------------------------------------------------- | ---------------------------------------------------------------------- | ---------------------------------------------------------------------- |
| 7-7-1957                                                               | Rio de Janeiro                                                         | Brasile                                                                | 1 – 2                                                                  | Argentina                                                              | Copa Roca                                                              | 1                                                                      | 65’                                                                    |
| 10-7-1957                                                              | San Paolo                                                              | Brasile                                                                | 2 – 0 dts                                                              | Argentina                                                              | Copa Roca                                                              | 1                                                                      |                                                                        |
| 4-5-1958                                                               | Rio de Janeiro                                                         | Brasile                                                                | 5 – 1                                                                  | Paraguay                                                               | Coppa Oswaldo Cruz                                                     | 1                                                                      | ?’                                                                     |
| 14-5-1958                                                              | Rio de Janeiro                                                         | Brasile                                                                | 4 – 0                                                                  | Bulgaria                                                               | Amichevole                                                             | -                                                                      | ?’                                                                     |
| 18-5-1958                                                              | San Paolo                                                              | Brasile                                                                | 3 – 1                                                                  | Bulgaria                                                               | Amichevole                                                             | 2                                                                      |                                                                        |
| 15-6-1958                                                              | Göteborg                                                               | Brasile                                                                | 2 – 0                                                                  | Unione Sovietica                                                       | Mondiali 1958 - 1º turno                                               | -                                                                      |                                                                        |
| 19-6-1958                                                              | Göteborg                                                               | Brasile                                                                | 1 – 0                                                                  | Galles                                                                 | Mondiali 1958 - Quarti di finale                                       | 1                                                                      |                                                                        |
| 24-6-1958                                                              | Stoccolma                                                              | Brasile                                                                | 5 – 2                                                                  | Francia                                                                | Mondiali 1958 - Semifinale                                             | 3                                                                      |                                                                        |
| 29-6-1958                                                              | Stoccolma                                                              | Brasile                                                                | 5 – 2                                                                  | Svezia                                                                 | Mondiali 1958 - Finale                                                 | 2                                                                      | [ 140 ]                                                                |
| 10-3-1959                                                              | Buenos Aires                                                           | Brasile                                                                | 2 – 2                                                                  | Perù                                                                   | Sudamericano 1959 (Argentina)                                          | 1                                                                      | 75’                                                                    |
| 15-3-1959                                                              | Buenos Aires                                                           | Brasile                                                                | 3 – 0                                                                  | Cile                                                                   | Sudamericano 1959 (Argentina)                                          | 2                                                                      |                                                                        |
| 21-3-1959                                                              | Buenos Aires                                                           | Brasile                                                                | 4 – 2                                                                  | Bolivia                                                                | Sudamericano 1959 (Argentina)                                          | 1                                                                      |                                                                        |
| 26-3-1959                                                              | Buenos Aires                                                           | Brasile                                                                | 3 – 1                                                                  | Uruguay                                                                | Sudamericano 1959 (Argentina)                                          | -                                                                      |                                                                        |
| 29-3-1959                                                              | Buenos Aires                                                           | Brasile                                                                | 4 – 1                                                                  | Paraguay                                                               | Sudamericano 1959 (Argentina)                                          | 3                                                                      |                                                                        |
| 4-4-1959                                                               | Buenos Aires                                                           | Argentina                                                              | 1 – 1                                                                  | Brasile                                                                | Sudamericano 1959 (Argentina)                                          | 1                                                                      | [ 141 ]                                                                |
| 13-5-1959                                                              | Rio de Janeiro                                                         | Brasile                                                                | 2 – 0                                                                  | Inghilterra                                                            | Amichevole                                                             | -                                                                      |                                                                        |
| 17-9-1959                                                              | Rio de Janeiro                                                         | Brasile                                                                | 7 – 0                                                                  | Cile                                                                   | Coppa O'Higgins                                                        | 3                                                                      |                                                                        |
| 20-9-1959                                                              | San Paolo                                                              | Brasile                                                                | 1 – 0                                                                  | Cile                                                                   | Coppa O'Higgins                                                        | -                                                                      |                                                                        |
| 29-4-1960                                                              | Il Cairo                                                               | Rep. Araba Unita                                                       | 0 – 5                                                                  | Brasile                                                                | Amichevole                                                             | -                                                                      |                                                                        |
| 1-5-1960                                                               | Alessandria d'Egitto                                                   | Rep. Araba Unita                                                       | 1 – 3                                                                  | Brasile                                                                | Amichevole                                                             | 3                                                                      | ?’                                                                     |
| 6-5-1960                                                               | Il Cairo                                                               | Rep. Araba Unita                                                       | 0 – 3                                                                  | Brasile                                                                | Amichevole                                                             | -                                                                      | ?’                                                                     |
| 10-5-1960                                                              | Copenaghen                                                             | Danimarca                                                              | 3 – 4                                                                  | Brasile                                                                | Amichevole                                                             | -                                                                      | [ 142 ]                                                                |
| 9-7-1960                                                               | Montevideo                                                             | Uruguay                                                                | 0 – 1                                                                  | Brasile                                                                | Coppa dell'Atlantico                                                   | -                                                                      | ?’                                                                     |
| 12-7-1960                                                              | Rio de Janeiro                                                         | Brasile                                                                | 5 – 1                                                                  | Argentina                                                              | Coppa dell'Atlantico                                                   | 1                                                                      | ?’                                                                     |
| 21-4-1962                                                              | Rio de Janeiro                                                         | Brasile                                                                | 6 – 0                                                                  | Paraguay                                                               | Coppa Oswaldo Cruz                                                     | 1                                                                      |                                                                        |
| 24-4-1962                                                              | San Paolo                                                              | Brasile                                                                | 4 – 0                                                                  | Paraguay                                                               | Coppa Oswaldo Cruz                                                     | 2                                                                      | ?’                                                                     |
| 6-5-1962                                                               | San Paolo                                                              | Brasile                                                                | 2 – 1                                                                  | Portogallo                                                             | Amichevole                                                             | -                                                                      |                                                                        |
| 9-5-1962                                                               | Rio de Janeiro                                                         | Brasile                                                                | 1 – 0                                                                  | Portogallo                                                             | Amichevole                                                             | 1                                                                      |                                                                        |
| 12-5-1962                                                              | Rio de Janeiro                                                         | Brasile                                                                | 3 – 1                                                                  | Galles                                                                 | Amichevole                                                             | 1                                                                      |                                                                        |
| 16-5-1962                                                              | San Paolo                                                              | Brasile                                                                | 3 – 1                                                                  | Galles                                                                 | Amichevole                                                             | 2                                                                      |                                                                        |
| 30-5-1962                                                              | Viña del Mar                                                           | Brasile                                                                | 2 – 0                                                                  | Messico                                                                | Mondiali 1962 - 1º turno                                               | 1                                                                      |                                                                        |
| 2-6-1962                                                               | Viña del Mar                                                           | Brasile                                                                | 0 – 0                                                                  | Cecoslovacchia                                                         | Mondiali 1962 - 1º turno                                               | -                                                                      |                                                                        |
| 13-4-1963                                                              | San Paolo                                                              | Brasile                                                                | 2 – 3                                                                  | Argentina                                                              | Copa Roca                                                              | -                                                                      |                                                                        |
| 16-4-1963                                                              | Rio de Janeiro                                                         | Brasile                                                                | 5 – 2 dts                                                              | Argentina                                                              | Copa Roca                                                              | 3                                                                      |                                                                        |
| 21-4-1963                                                              | Lisbona                                                                | Portogallo                                                             | 1 – 0                                                                  | Brasile                                                                | Amichevole                                                             | -                                                                      |                                                                        |
| 28-4-1963                                                              | Parigi                                                                 | Francia                                                                | 2 – 3                                                                  | Brasile                                                                | Amichevole                                                             | 3                                                                      |                                                                        |
| 2-5-1963                                                               | Amsterdam                                                              | Paesi Bassi                                                            | 1 – 0                                                                  | Brasile                                                                | Amichevole                                                             | -                                                                      | 46’                                                                    |
| 5-5-1963                                                               | Amburgo                                                                | Germania Ovest                                                         | 1 – 2                                                                  | Brasile                                                                | Amichevole                                                             | 1                                                                      |                                                                        |
| 12-5-1963                                                              | Milano                                                                 | Italia                                                                 | 3 – 0                                                                  | Brasile                                                                | Amichevole                                                             | -                                                                      | 26’                                                                    |
| 30-5-1964                                                              | Rio de Janeiro                                                         | Brasile                                                                | 5 – 1                                                                  | Inghilterra                                                            | Taça das Nações                                                        | 1                                                                      |                                                                        |
| 3-6-1964                                                               | San Paolo                                                              | Brasile                                                                | 0 – 3                                                                  | Argentina                                                              | Taça das Nações                                                        | -                                                                      |                                                                        |
| 7-6-1964                                                               | Rio de Janeiro                                                         | Brasile                                                                | 4 – 1                                                                  | Portogallo                                                             | Taça das Nações                                                        | 1                                                                      |                                                                        |
| 2-6-1965                                                               | Rio de Janeiro                                                         | Brasile                                                                | 5 – 0                                                                  | Belgio                                                                 | Amichevole                                                             | 3                                                                      |                                                                        |
| 6-6-1965                                                               | Rio de Janeiro                                                         | Brasile                                                                | 2 – 0                                                                  | Germania Ovest                                                         | Amichevole                                                             | 1                                                                      |                                                                        |
| 9-6-1965                                                               | Rio de Janeiro                                                         | Brasile                                                                | 0 – 0                                                                  | Argentina                                                              | Amichevole                                                             | -                                                                      |                                                                        |
| 17-6-1965                                                              | Orano                                                                  | Algeria                                                                | 0 – 3                                                                  | Brasile                                                                | Amichevole                                                             | 1                                                                      | ?’                                                                     |
| 24-6-1965                                                              | Porto                                                                  | Portogallo                                                             | 0 – 0                                                                  | Brasile                                                                | Amichevole                                                             | -                                                                      |                                                                        |
| 30-6-1965                                                              | Stoccolma                                                              | Svezia                                                                 | 1 – 2                                                                  | Brasile                                                                | Amichevole                                                             | 1                                                                      |                                                                        |
| 4-7-1965                                                               | Mosca                                                                  | Unione Sovietica                                                       | 0 – 3                                                                  | Brasile                                                                | Amichevole                                                             | 2                                                                      |                                                                        |
| 21-11-1965                                                             | Rio de Janeiro                                                         | Brasile                                                                | 2 – 2                                                                  | Unione Sovietica                                                       | Amichevole                                                             | 1                                                                      |                                                                        |
| 19-5-1966                                                              | Rio de Janeiro                                                         | Brasile                                                                | 1 – 0                                                                  | Cile                                                                   | Amichevole                                                             | -                                                                      | ?’                                                                     |
| 4-6-1966                                                               | San Paolo                                                              | Brasile                                                                | 4 – 0                                                                  | Perù                                                                   | Amichevole                                                             | 1                                                                      |                                                                        |
| 8-6-1966                                                               | Rio de Janeiro                                                         | Brasile                                                                | 2 – 1                                                                  | Polonia                                                                | Amichevole                                                             | -                                                                      |                                                                        |
| 12-6-1966                                                              | Rio de Janeiro                                                         | Brasile                                                                | 2 – 1                                                                  | Cecoslovacchia                                                         | Amichevole                                                             | 2                                                                      | 46’                                                                    |
| 15-6-1966                                                              | Rio de Janeiro                                                         | Brasile                                                                | 2 – 2                                                                  | Cecoslovacchia                                                         | Amichevole                                                             | 1                                                                      |                                                                        |
| 25-6-1966                                                              | Glasgow                                                                | Scozia                                                                 | 1 – 1                                                                  | Brasile                                                                | Amichevole                                                             | -                                                                      |                                                                        |
| 30-6-1966                                                              | Göteborg                                                               | Svezia                                                                 | 2 – 3                                                                  | Brasile                                                                | Amichevole                                                             | -                                                                      |                                                                        |
| 12-7-1966                                                              | Liverpool                                                              | Brasile                                                                | 2 – 0                                                                  | Bulgaria                                                               | Mondiali 1966 - 1º turno                                               | 1                                                                      |                                                                        |
| 19-7-1966                                                              | Liverpool                                                              | Portogallo                                                             | 3 – 1                                                                  | Brasile                                                                | Mondiali 1966 - 1º turno                                               | -                                                                      |                                                                        |
| 25-7-1968                                                              | Asunción                                                               | Paraguay                                                               | 0 – 4                                                                  | Brasile                                                                | Coppa Oswaldo Cruz                                                     | 2                                                                      |                                                                        |
| 28-7-1968                                                              | Asunción                                                               | Paraguay                                                               | 1 – 0                                                                  | Brasile                                                                | Coppa Oswaldo Cruz                                                     | -                                                                      |                                                                        |
| 31-10-1968                                                             | Rio de Janeiro                                                         | Brasile                                                                | 1 – 2                                                                  | Messico                                                                | Amichevole                                                             | -                                                                      |                                                                        |
| 3-11-1968                                                              | Belo Horizonte                                                         | Brasile                                                                | 2 – 1                                                                  | Messico                                                                | Amichevole                                                             | 1                                                                      |                                                                        |
| 6-11-1968                                                              | Rio de Janeiro                                                         | Brasile                                                                | 2 – 1                                                                  | FIFA XI                                                                | Amichevole                                                             | -                                                                      | [ 143 ]                                                                |
| 14-12-1968                                                             | Rio de Janeiro                                                         | Brasile                                                                | 2 – 2                                                                  | Germania Ovest                                                         | Amichevole                                                             | -                                                                      |                                                                        |
| 17-12-1968                                                             | Rio de Janeiro                                                         | Brasile                                                                | 3 – 3                                                                  | Jugoslavia                                                             | Amichevole                                                             | 1                                                                      |                                                                        |
| 7-4-1969                                                               | Porto Alegre                                                           | Brasile                                                                | 2 – 1                                                                  | Perù                                                                   | Amichevole                                                             | -                                                                      | 75’                                                                    |
| 9-4-1969                                                               | Rio de Janeiro                                                         | Brasile                                                                | 3 – 2                                                                  | Perù                                                                   | Amichevole                                                             | 1                                                                      |                                                                        |
| 12-6-1969                                                              | Rio de Janeiro                                                         | Brasile                                                                | 2 – 1                                                                  | Inghilterra                                                            | Amichevole                                                             | -                                                                      |                                                                        |
| 6-8-1969                                                               | Bogotà                                                                 | Colombia                                                               | 0 – 2                                                                  | Brasile                                                                | Qual. Mondiali 1970                                                    | -                                                                      |                                                                        |
| 10-8-1969                                                              | Caracas                                                                | Venezuela                                                              | 0 – 5                                                                  | Brasile                                                                | Qual. Mondiali 1970                                                    | 2                                                                      |                                                                        |
| 17-8-1969                                                              | Asunción                                                               | Paraguay                                                               | 0 – 3                                                                  | Brasile                                                                | Qual. Mondiali 1970                                                    | -                                                                      |                                                                        |
| 21-8-1969                                                              | Rio de Janeiro                                                         | Brasile                                                                | 6 – 2                                                                  | Colombia                                                               | Qual. Mondiali 1970                                                    | 1                                                                      | 67’                                                                    |
| 24-8-1969                                                              | Rio de Janeiro                                                         | Brasile                                                                | 6 – 0                                                                  | Venezuela                                                              | Qual. Mondiali 1970                                                    | 2                                                                      |                                                                        |
| 31-8-1969                                                              | Rio de Janeiro                                                         | Brasile                                                                | 1 – 0                                                                  | Paraguay                                                               | Qual. Mondiali 1970                                                    | 1                                                                      |                                                                        |
| 4-3-1970                                                               | Porto Alegre                                                           | Brasile                                                                | 0 – 2                                                                  | Argentina                                                              | Amichevole                                                             | -                                                                      |                                                                        |
| 8-3-1970                                                               | Rio de Janeiro                                                         | Brasile                                                                | 2 – 1                                                                  | Argentina                                                              | Amichevole                                                             | 1                                                                      |                                                                        |
| 22-3-1970                                                              | San Paolo                                                              | Brasile                                                                | 5 – 0                                                                  | Cile                                                                   | Amichevole                                                             | 2                                                                      |                                                                        |
| 26-3-1970                                                              | Rio de Janeiro                                                         | Brasile                                                                | 2 – 1                                                                  | Cile                                                                   | Amichevole                                                             | -                                                                      |                                                                        |
| 12-4-1970                                                              | Rio de Janeiro                                                         | Brasile                                                                | 0 – 0                                                                  | Paraguay                                                               | Amichevole                                                             | -                                                                      |                                                                        |
| 26-4-1970                                                              | San Paolo                                                              | Brasile                                                                | 0 – 0                                                                  | Bulgaria                                                               | Amichevole                                                             | -                                                                      | ?’                                                                     |
| 29-4-1970                                                              | Rio de Janeiro                                                         | Brasile                                                                | 1 – 0                                                                  | Austria                                                                | Amichevole                                                             | -                                                                      |                                                                        |
| 3-6-1970                                                               | Guadalajara                                                            | Brasile                                                                | 4 – 1                                                                  | Cecoslovacchia                                                         | Mondiali 1970 - 1º turno                                               | 1                                                                      |                                                                        |
| 7-6-1970                                                               | Guadalajara                                                            | Brasile                                                                | 1 – 0                                                                  | Inghilterra                                                            | Mondiali 1970 - 1º turno                                               | -                                                                      |                                                                        |
| 10-6-1970                                                              | Guadalajara                                                            | Brasile                                                                | 3 – 2                                                                  | Romania                                                                | Mondiali 1970 - 1º turno                                               | 2                                                                      |                                                                        |
| 14-6-1970                                                              | Guadalajara                                                            | Brasile                                                                | 4 – 2                                                                  | Perù                                                                   | Mondiali 1970 - Quarti di finale                                       | -                                                                      |                                                                        |
| 17-6-1970                                                              | Guadalajara                                                            | Brasile                                                                | 3 – 1                                                                  | Uruguay                                                                | Mondiali 1970 - Semifinale                                             | -                                                                      |                                                                        |
| 21-6-1970                                                              | Città del Messico                                                      | Brasile                                                                | 4 – 1                                                                  | Italia                                                                 | Mondiali 1970 - Finale                                                 | 1                                                                      | [ 145 ]                                                                |
| 30-9-1970                                                              | Rio de Janeiro                                                         | Brasile                                                                | 2 – 1                                                                  | Messico                                                                | Amichevole                                                             | -                                                                      |                                                                        |
| 4-10-1970                                                              | Santiago del Cile                                                      | Cile                                                                   | 1 – 5                                                                  | Brasile                                                                | Amichevole                                                             | 1                                                                      | ?’                                                                     |
| 11-7-1971                                                              | San Paolo                                                              | Brasile                                                                | 1 – 1                                                                  | Austria                                                                | Amichevole                                                             | 1                                                                      | 46’                                                                    |
| 18-7-1971                                                              | Rio de Janeiro                                                         | Brasile                                                                | 2 – 2                                                                  | Jugoslavia                                                             | Amichevole                                                             | -                                                                      | ?’                                                                     |
| Totale                                                                 |                                                                        | Presenze                                                               | 92                                                                     |                                                                        | Reti (2º posto)                                                        | 77                                                                     |                                                                        |

| Cronologia completa delle presenze e delle reti in nazionale (partite non ufficiali) ― Brasile | Cronologia completa delle presenze e delle reti in nazionale (partite non ufficiali) ― Brasile | Cronologia completa delle presenze e delle reti in nazionale (partite non ufficiali) ― Brasile | Cronologia completa delle presenze e delle reti in nazionale (partite non ufficiali) ― Brasile | Cronologia completa delle presenze e delle reti in nazionale (partite non ufficiali) ― Brasile | Cronologia completa delle presenze e delle reti in nazionale (partite non ufficiali) ― Brasile | Cronologia completa delle presenze e delle reti in nazionale (partite non ufficiali) ― Brasile | Cronologia completa delle presenze e delle reti in nazionale (partite non ufficiali) ― Brasile |
| Data                                                                                           | Città                                                                                          | In casa                                                                                        | Risultato                                                                                      | Ospiti                                                                                         | Competizione                                                                                   | Reti                                                                                           | Note                                                                                           |
| ---------------------------------------------------------------------------------------------- | ---------------------------------------------------------------------------------------------- | ---------------------------------------------------------------------------------------------- | ---------------------------------------------------------------------------------------------- | ---------------------------------------------------------------------------------------------- | ---------------------------------------------------------------------------------------------- | ---------------------------------------------------------------------------------------------- | ---------------------------------------------------------------------------------------------- |
| 21-5-1958                                                                                      | San Paolo                                                                                      | Brasile                                                                                        | 5 – 0                                                                                          | Corinthians                                                                                    |                                                                                                | -                                                                                              |                                                                                                |
| 8-5-1960                                                                                       | Malmö                                                                                          | Malmö FF                                                                                       | 1 – 7                                                                                          | Brasile                                                                                        |                                                                                                | 2                                                                                              |                                                                                                |
| 12-5-1960                                                                                      | Milano                                                                                         | Inter                                                                                          | 2 – 2                                                                                          | Brasile                                                                                        |                                                                                                | 2                                                                                              |                                                                                                |
| 16-5-1960                                                                                      | Lisbona                                                                                        | Sporting Lisbona                                                                               | 0 – 4                                                                                          | Brasile                                                                                        |                                                                                                | -                                                                                              |                                                                                                |
| 3-5-1963                                                                                       | Eindhoven                                                                                      | PSV                                                                                            | 0 – 1                                                                                          | Brasile                                                                                        |                                                                                                | -                                                                                              |                                                                                                |
| 1-5-1966                                                                                       | Rio de Janeiro                                                                                 | Brasile                                                                                        | 2 – 0                                                                                          | Rio Grande do Sul                                                                              |                                                                                                | -                                                                                              |                                                                                                |
| 21-6-1966                                                                                      | Madrid                                                                                         | Atlético Madrid                                                                                | 3 – 5                                                                                          | Brasile                                                                                        |                                                                                                | 3                                                                                              |                                                                                                |
| 4-7-1966                                                                                       | Stoccolma                                                                                      | AIK                                                                                            | 2 – 4                                                                                          | Brasile                                                                                        |                                                                                                | 2                                                                                              |                                                                                                |
| 6-7-1966                                                                                       | Malmö                                                                                          | Malmö FF                                                                                       | 1 – 3                                                                                          | Brasile                                                                                        |                                                                                                | 2                                                                                              |                                                                                                |
| 13-11-1968                                                                                     | Curitiba                                                                                       | Coritiba                                                                                       | 1 – 2                                                                                          | Brasile                                                                                        |                                                                                                | -                                                                                              |                                                                                                |
| 6-7-1969                                                                                       | Salvador                                                                                       | Bahia                                                                                          | 0 – 4                                                                                          | Brasile                                                                                        |                                                                                                | 1                                                                                              |                                                                                                |
| 9-7-1969                                                                                       | Aracaju                                                                                        | Rio Grande do Sul                                                                              | 2 – 8                                                                                          | Brasile                                                                                        |                                                                                                | -                                                                                              |                                                                                                |
| 13-7-1969                                                                                      | Recife                                                                                         | Pernambuco                                                                                     | 1 – 6                                                                                          | Brasile                                                                                        |                                                                                                | 1                                                                                              |                                                                                                |
| 1-8-1969                                                                                       | Bogotà                                                                                         | Millonarios                                                                                    | 0 – 2                                                                                          | Brasile                                                                                        |                                                                                                | -                                                                                              |                                                                                                |
| 3-9-1969                                                                                       | Belo Horizonte                                                                                 | Atlético Mineiro                                                                               | 2 – 1                                                                                          | Brasile                                                                                        |                                                                                                | 1                                                                                              |                                                                                                |
| 14-3-1970                                                                                      | Rio de Janeiro                                                                                 | Bangu                                                                                          | 1 – 1                                                                                          | Brasile                                                                                        |                                                                                                | -                                                                                              |                                                                                                |
| 5-4-1970                                                                                       | Manaus                                                                                         | Amazonas A                                                                                     | 1 – 4                                                                                          | Brasile                                                                                        |                                                                                                | 1                                                                                              |                                                                                                |
| 19-4-1970                                                                                      | Belo Horizonte                                                                                 | Minas Gerais                                                                                   | 1 – 3                                                                                          | Brasile                                                                                        |                                                                                                | -                                                                                              |                                                                                                |
| 6-5-1970                                                                                       | Guadalajara                                                                                    | Guadalajara XI                                                                                 | 0 – 3                                                                                          | Brasile                                                                                        |                                                                                                | 1                                                                                              |                                                                                                |
| 17-5-1970                                                                                      | León                                                                                           | León XI                                                                                        | 2 – 5                                                                                          | Brasile                                                                                        |                                                                                                | 2                                                                                              |                                                                                                |
| 24-5-1970                                                                                      | Irapuato                                                                                       | Irapuato                                                                                       | 0 – 3                                                                                          | Brasile                                                                                        |                                                                                                | -                                                                                              |                                                                                                |
| Totale                                                                                         |                                                                                                | Presenze                                                                                       | 21                                                                                             |                                                                                                | Reti                                                                                           | 18                                                                                             |                                                                                                |

### Record
- Miglior marcatore di sempre della Coppa Intercontinentale (9).
- Calciatore ad aver segnato più reti (654) in competizioni nazionali e statali di massima divisione (605 nei campionati[149], dei quali 6 in playoff e spareggi e 49 nel Torneo Rio-San Paolo) ed in assoluto con squadre militanti nei tornei di massima divisione (680).
- Calciatore ad aver segnato più gol in campionato (o massima competizione nazionale) con la stessa maglia (568 gol nel Santos).
- Calciatore ad aver segnato più gol con la stessa maglia in un club sudamericano (643 nel Santos).[150]
- Uno dei soli cinque calciatori, insieme a Vava, Mbappé, Paul Breitner e Zidane, ad aver segnato in due finali diverse di un campionato del mondo.[151]
- Maggior cannoniere della storia della Selecão insieme a Neymar e miglior media gol a partita in nazionale verde-oro (77 reti in 92 presenze, pari a 0,84 gol/partita) tra coloro che hanno messo a segno almeno 30 reti.
- La FIFA gli riconosce il maggior numero di reti realizzate in assoluto in carriera[152] nonostante le sue marcature totali siano oggetto di dibattito e, stando ai dati ufficiali, non sia il più prolifico bomber della storia del calcio (1281 gol comprensivi di amichevoli, incontri non ufficiali e nelle giovanili, che si riducono a 757 accreditati).[153]
- Unico nella storia ad aver segnato più di 70 gol tra club e nazionale in due annate (1958 e 1965).

## Palmarès

### Club

#### Competizioni statali
- Campionato paulista: 10

Santos: 1958, 1960, 1961, 1962, 1964, 1965, 1967, 1968, 1969, 1973
- Torneo Rio-San Paolo: 4

Santos: 1959, 1963, 1964, 1966

#### Competizioni nazionali
- Campeonato Brasileiro Série A: 6  (5 Taça Brasil e 1 Torneo Roberto Gomes Pedrosa)

Santos: 1961, 1962, 1963, 1964, 1965, 1968
- Campionato interstatale brasiliano: 1

Selezione di San Paolo: 1959
- Campionato NASL: 1

New York Cosmos: 1977

#### Competizioni internazionali
- Copa Libertadores: 2

Santos: 1962, 1963
- Coppa Intercontinentale: 2

Santos: 1962, 1963
- Supercoppa dei Campioni Intercontinentali: 1

Santos: 1968

### Nazionale
- Campionato mondiale: 3  (record)

Svezia 1958, Cile 1962, Messico 1970
- Copa Roca: 2

1957, 1963
- Coppa Oswaldo Cruz: 3

1958, 1962, 1968
- Coppa Bernardo O'Higgins: 1

1959
- Coppa dell'Atlantico: 1

1960

### Individuale
- Miglior giovane dei Mondiali: 1[157][158][159]

Svezia 1958
- Capocannoniere del Campionato Paulista: 11[160] (record)

1957 (36 gol), 1958 (58 gol, record per il Campionato Paulista), 1959 (45 gol), 1960 (34 gol), 1961 (47 gol), 1962 (37 gol), 1963 (22 gol), 1964 (34 gol), 1965 (49 gol), 1969 (26 gol), 1973 (11 gol)
- Capocannoniere della Taça Brasil: 2

1961 (7 gol), 1964 (8 gol)
- Capocannoniere del Torneo Rio-São Paulo: 1

1963 (14 gol)
- Capocannoniere della Copa Libertadores: 1

1965 (8 gol)
- Capocannoniere della Copa América: 1

Argentina 1959 (8 gol)
- Calciatore sudamericano dell'anno: 1

1973
- MVP del Campionato NASL: 1

1976
- All-Star Team del Campionato NASL: 3

1975, 1976, 1977
- Inserimento nella National Soccer Hall of Fame:

1993
- FIFA World Cup All-Time Team
- Atleta del Secolo del CIO:

1999
- Calciatore del secolo della FIFA:

2000
- Patrimonio storico-sportivo dell'umanità del Brasile:

2011
- Pallone d'oro FIFA - Prix d'Honneur

2013
- Inserito nel Dream Team del Pallone d'oro (2020)
- Premio speciale The Best: 1 (postumo)

2022

## Filmografia

### Cinema
- O Barão Otelo no Barato dos Bilhões (1971)
- A Marcha (1973)
- Isto É Pelé – documentario (1974)
- Os Trombadinhas (1978)
- Fuga per la vittoria (Escape to Victory), regia di John Huston (1981)
- A Minor Miracle (1983)
- Pedro Mico (1985)
- Os Trapalhões e o Rei do Futebol (1986)
- Hotshot (1987)
- Solidão, Uma Linda História de Amor (1990)
- Mike Bassett: England Manager (2001)
- ESPN SportsCentury (2004)
- Pelé eterno – documentario (2004)
- Pelé (Pelé: Birth of a Legend), regia di Jeff e Michael Zimbalist (2016)
- Pelé: il re del calcio (Pelé: the King of Soccer), regia di David Tryhorn e Ben Nicholas – documentario (2021)

### Televisione
- Os Estranhos – serie TV (1969)